# Митрак Олександр Андрійович
Олекса́ндр Митра́к  (*16 жовтня 1837, Плоске  — †17 березня 1913, Росвигове) — український письменник, фольклорист і етнограф Закарпаття.

## Життєпис

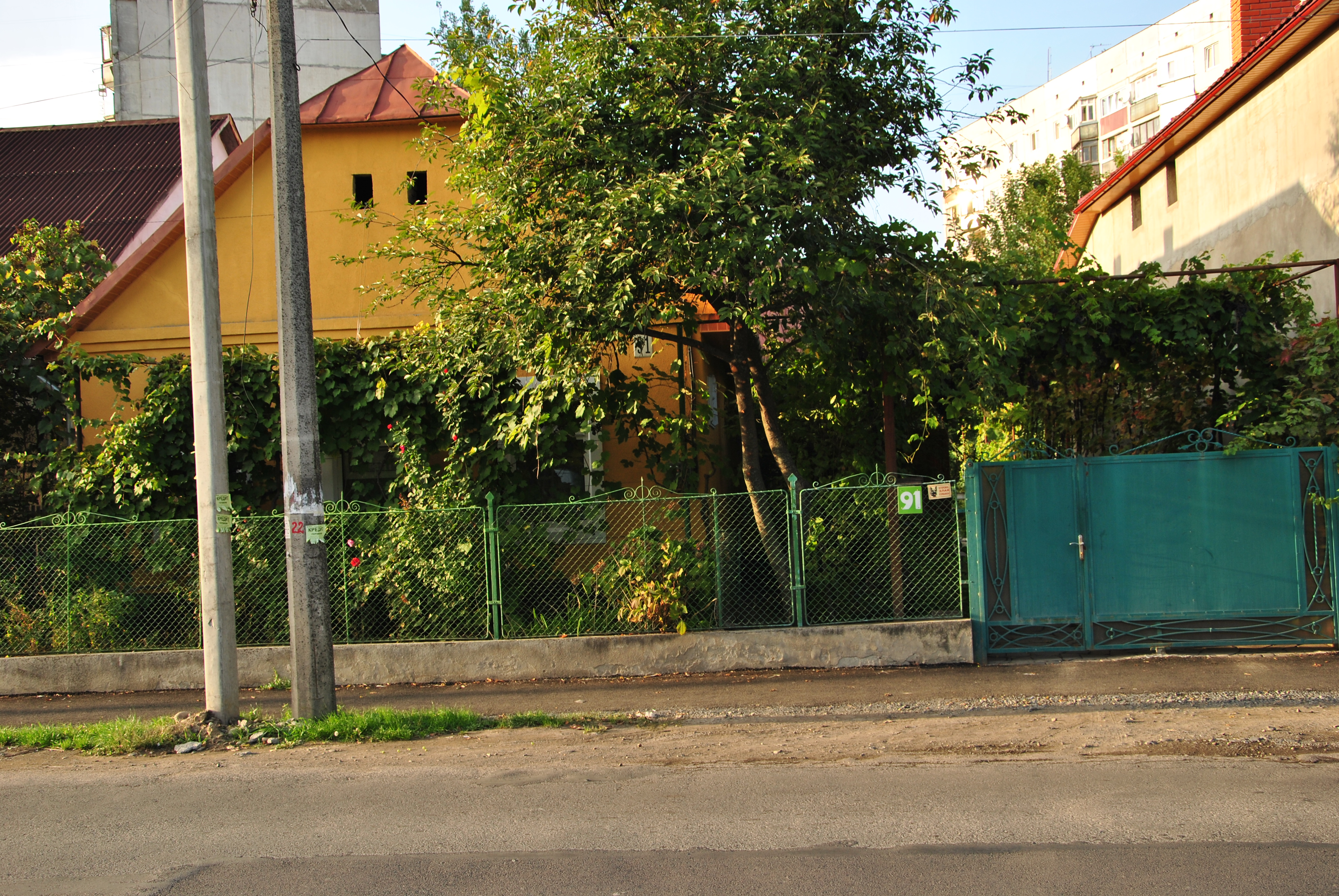
Будинок, в якому жив і працював О. Митрак

Олександр Митрак народився 16 жовтня 1837 року в селі Плоскому на Свалявщині у сім'ї місцевого священика. Після здобуття початкової освіти в рідному селі, у віці 10 років вступив до Ужгородської шестикласної гімназії, а останні два класи закінчив в місті Сатмарі (сьогодні Сату-Маре в Румунії).
Згодом Олександр Митрак навчався в Ужгородській богословській семінарії, після закінчення якої (1862) був священиком у селах Закарпаття: Ільниці, Великих Лучках, Ясенові, Кленовому та Ворочеві.
Деякий час (1864—1868) був й учителем релігії в Мукачівській народній школі.
В Мукачевому він написав низку найкращих своїх віршів, які публікував 1864 року в літературному тижневику «Світ» — органі «Подкарпатського літературного общества св. Василия Великого», одним із редакторів якого був О. Митрак. Перебування в різних місцевостях краю давало йому змогу вивчати і записувати розмаїту фольклорно-етнографічну творчість, яка згодом була опублікована.

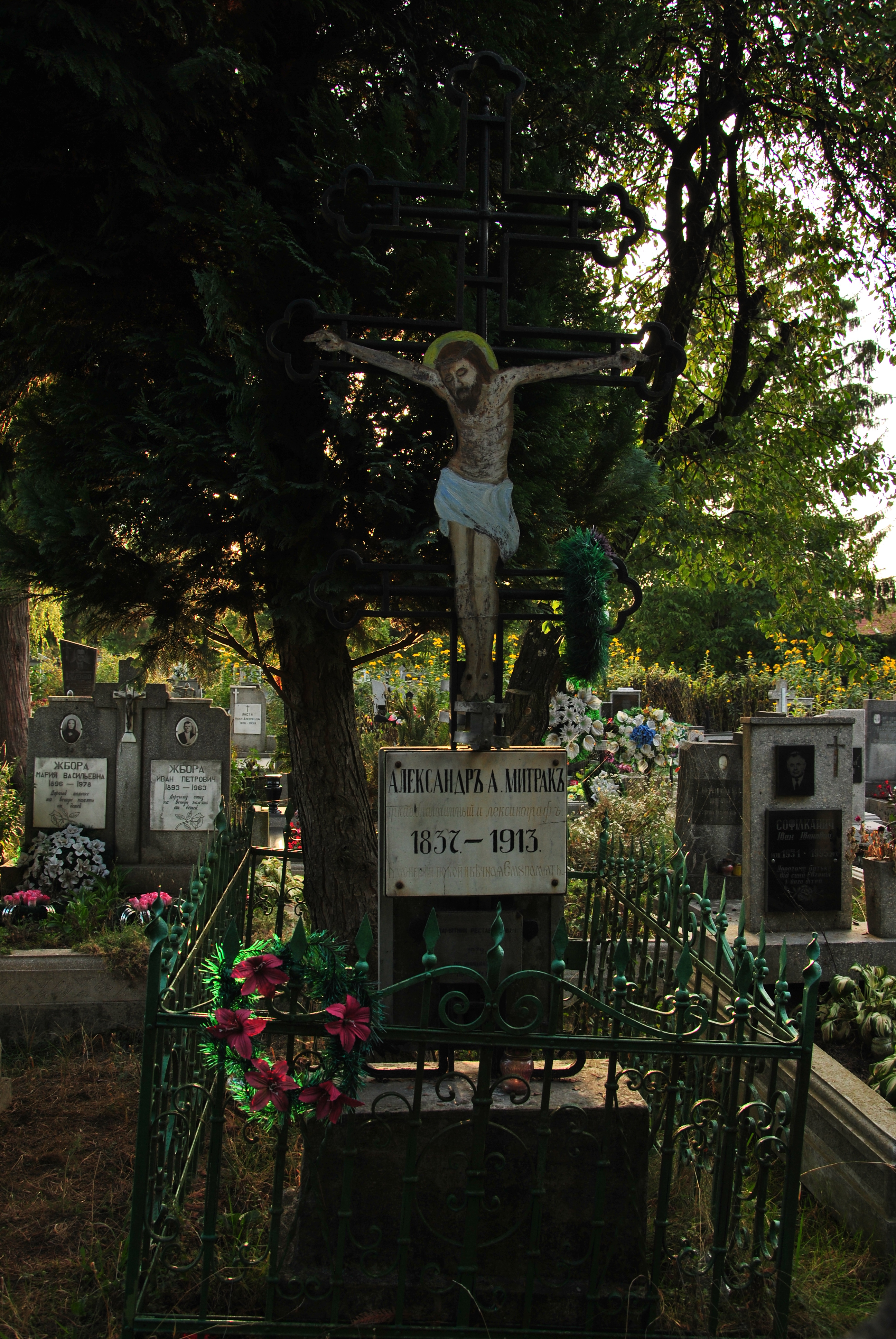
Могила Олександра Митрака

Помер 17 березня 1913 року в селі Росвиговому (тепер в межах Мукачевого). Похований на міському кладовищі Мукачева.

## Творчість
Літературну спадщину Олександра Митрака складають кілька десятків віршів, публіцистичних та етнографічних нарисів, статей на різні теми і згадувані збірники фольклорних записів. З-поміж прозових творів особливо виділяється його нарис «Путевые впечатления на Верховине», в якому автор показує підневільне життя своїх земляків — верховинців, їх неймовірну нужду і темноту на тлі чудових навколишніх гірських краєвидів. У творах, зокрема художніх, використовував говірку закарпатських лемків (лемаків).
Писав поезії («Хмарно, темно…», «Любіте наш народ», «Добре тому багатому»), етнографічні нариси про життя, побут і звичаї закарпатських горян, у тому числі лемків («Дорожні враження на Верховині», «Руський народ», «Народне весілля у гірських русинів»), збирав народні пісні, частина яких надрукована у збірці Якова Головацького «Народні пісні Галицької та Угорської Руси».
Склав русько-мадьярський (русько-угорський) (виданий 1881) та мадьярсько-руський (угорсько-руський) (виданий 1922) словники. 3000 примірників передав для благодійного розповсюдження «Товариству святого Василія Великого» — греко-католицький монаший чин (орден).